# لوري غراهام
لوري غراهام (بالإنجليزية: Laurie Graham)‏ هو سياسي أسترالي، ولد في 21 نوفمبر 1945 في جيرالدتون في أستراليا. حزبياً، نشط في حزب العمال الأسترالي. وقد انتخب Member of the Western Australian Legislative Council ‏ عن دائرة Agricultural Region ‏ (22 مايو 2017 – ).